# Bente van Teeseling
Bente van Teeseling (27 april 1999) is een Nederlands weg- en baanwielrenster. Van Teeseling nam deel aan de Europese kampioenschappen baanwielrennen in 2019 te Apeldoorn, ze behaalde daar een zevende plaats op de ploegenachtervolging.

## Belangrijkste resultaten

### Baanwielrennen
| Jaar       | NK                                 | EK                   | WK         | Overig     |            |
| Als junior | Als junior                         | Als junior           | Als junior | Als junior | Als junior |
| ---------- | ---------------------------------- | -------------------- | ---------- | ---------- | ---------- |
| 2016       | puntenkoers                        | ploegenachtervolging |            |            |            |
| Als elite  |                                    |                      |            |            |            |
| 2015       | ploegenachtervolging               |                      |            |            |            |
| 2016       | ploegenachtervolging · koppelkoers |                      |            |            |            |
| 2017       |                                    |                      |            |            |            |
| 2018       | ploegenachtervolging               |                      |            |            |            |
| 2019       | ploegenachtervolging · koppelkoers |                      |            |            |            |